# 2004-es Fiatal Zenészek Eurovíziója
A 2004-es Fiatal Zenészek Eurovíziója volt a tizenkettedik Fiatal Zenészek Eurovíziója, melyet a svájci Luzernben rendeztek meg. A helyszín a Kulturális és Kongresszusi Központ volt. A döntőre 2004. május 27-én került sor. Az Eurovíziós Dalfesztivállal ellenben itt nem az előző évi győztes rendez, hanem pályázni kell a rendezés jogára. A 2002-es verseny az osztrák Dalibor Karvay győzelmével zárult, aki hegedű-versenyművét adta elő Berlinben.

## A helyszín
|  |

A verseny pontos helyszíne a svájci Luzernben található Kulturális és Kongresszusi Központ (rövidítve KKL Luzern) volt.

## A résztvevők
Belgium egy kihagyott év után visszatért a versenybe, Csehország azonban visszalépett, így ismét húsz ország vett részt.
Másodjára állt színpadra a Norvégiát képviselő Vilde Frang, aki az előző versenyen vett részt részt, viszont akkor kiesett az elődöntőben, ahogy a ciprusi Andréasz Joannídisz is.

## A verseny
A döntőben az előadókat a Bécsi Szimfonikus Zenekar kísérte. Először fordult elő, hogy a műsorvezető és karmester szerepét egyazon személy – Christian Arming – látta el.
Érdekesség, hogy az első három helyezett – Ausztria, Németország, Oroszország – rajtszáma megegyezett a versenyen elért helyezésükkel.
A produkciók utáni szünetben A fiatal zenészek hete Luzernben címmel egy videót vetítettek a közönségnek.
A győztes az osztrák hegedűművész, Alexandra Soumm lett, aki Ausztria zsinórban második, összesítésben a negyedik győzelmét szerezte meg. Ezzel Ausztria lett a legeredményesebb nemzet a verseny történetében. Zsinórban második győzelmük után megpályázták a következő verseny rendezési jogát is, majd sikerült elnyerniük azt, így a következő versenynek a bécsi Rathausplatz adhatott otthont, s ami ez után még három verseny helyszíne volt.

## Zsűri
- Michael Haefliger (Zsűrielnök)
- Harold Clarkson
- Mihaela Ursuleasa
- Bruno Giuranna
- Milan Turković
- Harvey Sachs

## Elődöntő
Az elődöntőt két részben, 2004. május 22-én és 23-án rendezték meg összesen húsz ország részvételével. A végső döntést a szakmai zsűri hozta meg. Hét ország jutott tovább a döntőbe.
| # | Ország             | Zenész                | Hangszer | Darab (Szerző) | Eredmény     |
| - | ------------------ | --------------------- | -------- | -------------- | ------------ |
|   | Ausztria           | Alexandra Soumm       | hegedű   |                | Továbbjutott |
|   | Belgium            | Philippe Ivanov       | zongora  |                | Kiesett      |
|   | Ciprus             | Andréasz Joannídisz   | cselló   |                | Kiesett      |
|   | Dánia              |                       |          |                | Kiesett      |
|   | Egyesült Királyság | Nicola Benedetti      | hegedű   |                | Kiesett      |
|   | Észtország         | Jaan Kapp             | zongora  |                | Továbbjutott |
|   | Finnország         | Tuomas Lehto          | cselló   |                | Kiesett      |
|   | Görögország        | Joánna Gaitáni        | hegedű   |                | Kiesett      |
|   | Hollandia          | Felicia van den End   | fuvola   |                | Kiesett      |
|   | Horvátország       | Kajana Pačko          | cselló   |                | Kiesett      |
|   | Lengyelország      | Agnieszka Grzybowska  | marimba  |                | Továbbjutott |
|   | Lettország         |                       |          |                | Kiesett      |
|   | Németország        | Korjun Aszatrjan      | szaxofon |                | Továbbjutott |
|   | Norvégia           | Vilde Frang           | hegedű   |                | Továbbjutott |
|   | Olaszország        |                       |          |                | Kiesett      |
|   | Oroszország        | Gyinara Klinton       | zongora  |                | Továbbjutott |
|   | Románia            | Diana Elena Jipa      | hegedű   |                | Kiesett      |
|   | Svájc              | Giuliano Sommerhalder | trombita |                | Továbbjutott |
|   | Svédország         | Andrej Power          | hegedű   |                | Kiesett      |
|   | Szlovénia          | Marina Golja          | marimba  |                | Kiesett      |

## Döntő
A döntőt 2004. május 27-én rendezték meg hét ország részvételével. A végső döntést a szakmai zsűri hozta meg.
| #  | Ország        | Zenész                | Hangszer | Darab (Szerző)                                               | Helyezés |
| -- | ------------- | --------------------- | -------- | ------------------------------------------------------------ | -------- |
| 01 | Ausztria      | Alexandra Soumm       | hegedű   | Violin Concerto No.1 (1st Movement) (Niccolò Paganini)       | 1.       |
| 02 | Németország   | Korjun Aszatrjan      | szaxofon | Pequeña Czarda (Pedro Iturralde)                             | 2.       |
| 03 | Oroszország   | Gyinara Klinton       | zongora  | Piano Concerto No.2 (3rd Movement) (Camille Saint-Saëns)     | 3.       |
| 04 | Lengyelország | Agnieszka Grzybowska  | marimba  | Concerto for Marimba and Strings (Ney Rosauro)               | —        |
| 05 | Észtország    | Jaan Kapp             | zongora  | Piano Concerto No.2 (3rd Movement) (Sergey Rachmaninov)      | —        |
| 06 | Svájc         | Giuliano Sommerhalder | trombita | Trumpet concerto No.2 (2nd and 3rd movement) (André Jolivet) | —        |
| 07 | Norvégia      | Vilde Frang           | hegedű   | Violin Concerto (3rd movement) (Jean Sibelius)               | —        |

## Térkép

A döntő résztvevői
Az elődöntőben kiesett országok
Országok, melyek korábban részt vettek, de ebben az évben nem

## Közvetítő csatornák
- Lengyelország – TVP2

## Visszatérő előadók
| Előadó              | Ország   | Előző év(ek) |
| ------------------- | -------- | ------------ |
| Andréasz Joannídisz | Ciprus   | 2002         |
| Vilde Frang         | Norvégia | 2002         |